# Абдусаламов, Магомед Магомедгаджиевич
Магоме́д Магомедгаджи́евич Абдусала́мов (25 марта 1981, Махачкала, ДАССР, РСФСР, СССР) — российский боксёр-профессионал, выступавший в супертяжёлой весовой категории.
Завершил карьеру после боя с Майком Пересом и перенесённого инсульта во время последнего боксёрского поединка. По национальности — даргинец.

## Биография
Магомед родился 25 марта 1981 года в Махачкале (Дагестан, СССР). В 1998 году окончил школу № 9 в родном городе. В 2004 году закончил Махачкалинский филиал Московского автодорожного института.
С 1999 года по 2004 год занимался тайским боксом под руководством Зайналбека Зайналбекова.
В 2004 году начал заниматься боксом. Первый тренер — Евгений Котов.

## Любительская карьера
В 2005 и 2006 годах Абдусаламов становился чемпионом России в тяжёлом весе.
На квалификационном турнире проиграл бой за путёвку на Олимпийские игры 2008 года Дэвиду Прайсу.

## Профессиональная карьера
Магомед дебютировал на профессиональном ринге в сентябре 2008 года в тяжёлом весе.
Первые 8 поединков выиграл нокаутом в первом раунде. Следующие поединки так же побеждал нокаутом в ранних раундах.
В конце 2011 года нокаутировал британца Рича Пауэра (13-1) в 3-м раунде. В феврале 2012 года нокаутировал непобеждённого Педро Родригеса (8-0), затем в 4-м раунде нокаутировал американца Джэйсона Петтауея (11-0), Джэйсон стал первым боксёром, который сумел достоять против Магомеда до 4-го раунда.
В июле 2012 года Абдусаламов нокаутировал во 2-м раунде Мориса Байрома (13-1-1).
Следующий поединок Магомеда состоялся с известным американцем, Джамилем Макклайном.
В ноябре 2013 года Абдусаламов не сумел защитить титул чемпиона США по версии Всемирного боксёрского совета (WBC) в супертяжёлом весе, неожиданно проиграв кубинцу Майку Пересу по очкам — 92:97, 94:95, 92:97. 10-раундовый поединок проходил в Нью-Йорке в знаменитом комплексе «Мэдисон сквер гарден».

### Бой с Джамилем Макклайном
8 сентября 2012 года в России Магомед встретился с известным американским боксёром, Джамилем Макклайном. Бой начался очень активно. Сразу стало видно, что Макклайн приехал в Москву не отработать гонорар, а за победой. Уже на первой минуте первого раунда американец отправил Магомеда в нокдаун. Дагестанец впервые за боксёрскую карьеру оказался в нокдауне. Магомед оправился и плавно выровнял этот раунд. В конце второго раунда, правым прямым ударом, Магомед отправил Макклайна в тяжёлый нокдаун. Американец с трудом встал на счёт 10, но рефери, глядя в глаза Макклайна, прекратил бой. Американец с решением не спорил. Позже Абдусаламов признался, что до боя сломал ребро, и вышел на поединок с Макклайном с травмой.

### Бой с Виктором Бисбалем
В марте 2013 года в рейтинговом бою по версии WBC Магомед Абдусаламов встретился с пуэрто-риканским боксёром Виктором Бисбалем. Бисбаль несмотря на прогнозы очень агрессивно начал бой и с преимуществом выиграл первые два раунда. Впервые за свою профессиональную карьеру Абдусаламов так ярко проигрывал два раунда подряд. Россиянин выровнял ход поединка за третий и четвёртый раунд и в пятом раунде нокаутировал Бисбаля. После этой победы Магомед поднялся на третью строчку рейтинга WBC.
27 апреля 2013 года в Аргентине нокаутировал в первом раунде местного боксёра Себастьяна Игнасио Себальоса.

### Бой с Майком Пересом
2 ноября в андеркате боя Геннадия Головкина с Кёртисом Стивенсом Абдусаламов встретился с самым серьёзным соперником на данном этапе своей профессиональной карьеры. Ему противостоял непобеждённый кубинский боксёр, Майк Перес. С самого начала боя оба решили порадовать зрителей активными действиями. Казалось, что поединок вряд ли пройдёт всю дистанцию в 10 раундов, но оба смогли закончить встречу на ногах. 2-й и 3-й раунды российский спортсмен провёл весьма успешно. Используя джэб, он не единожды пробивал точные акцентированные удары. Но кубинец их все проглатывал, не подавая виду, что эти удары как-то сильно навредили ему. При этом Перес и сам не забывал отвечать. 4-я и 5-я трёхминутки запомнились зрелищным разменом, где каждый из участников состязания имел свои удачные моменты. С 6-го раунда Перес действует более успешно, но, тем не менее, Абдусаламов не сдавался и продолжал выбрасывать «бомбы». В 9-м раунде с Майка был снят один пункт за удар ниже резинки трусов. В десятом раунде правым кроссом Перес сильно потряс Абдусаламова, но добить не смог. Россиянин еле держался на ногах, но смог достоять до гонга. После 10 раундов зрелищного противостояния судьи единогласным решением зафиксировали победу Переса: 95-94 и дважды 97-92. Абдусаламов потерпел первое поражение на профессиональном ринге.

#### Последствия поединка
Спустя несколько часов после боя пожаловался на сильную головную боль и головокружение. Введён в состояние искусственной комы для того, чтобы избежать возможных повреждений головного мозга от образования тромба.
6 ноября 2013 года стало известно что Абдусаламов перенёс инсульт, пребывая в искусственной коме в медицинском центре имени Рузвельта в Нью-Йорке. Абдусаламову была сделана операция по удалению сгустка крови из головного мозга, а также ему удалили часть черепа, чтобы спал отёк мозга.
Кроме того, сообщается, что семья 32-летнего боксёра, заработавшего в том бою $ 40 тыс., столкнулась с ошеломляющими счетами за лечение Магомеда. Сэмпсоном Левковичем, промоутером российского боксёра, вместе с промоутерами Леоном Маргулисом и Лу ДиБеллой создан фонд для пожертвований и сбора средств, чтобы облегчить финансовое бремя, выпавшее на долю семьи Абдусаламова. Желание помочь Абдусаламову лично выразили чемпионы мира по боксу братья Кличко, Руслан Проводников, Султан Ибрагимов, Хабиб Аллахвердиев, Серхио Мартинес, промоутеры Леон Маргулес, Лу ДиБелла, американский телеканал HBO, боксёрская организация WBC и другие. В августе 2014 года российский чемпион мира по боксу Сергей Ковалёв выставил на аукцион свои перчатки, боксёрки и тейпы, в которых он одержал победу над Блейком Капарелло, а средства, полученные от их продажи направил на помощь Абдусаламову и его семье.
22 ноября Абдусаламов вышел из комы, в которой он находился почти три недели. Однако через несколько часов был вновь подключён к аппарату жизнеобеспечения и введён в состояние искусственной комы. 6 декабря Абдусаламов во второй раз вышел из коматозного состояния и стал дышать самостоятельно. 10 декабря его перевели из отделения реанимации в обычную палату. 11 декабря супервайзер WBC, председатель организации World Boxing Cares Джилл Даймонд наградила Абдусаламова медалью чемпиона WBC. Джилл Даймонд сказала: «Для WBC Магомед был и навсегда останется настоящим чемпионом. Он не сдался в бою, и он не сдался после боя. Надеюсь, он вскоре опять сможет по праву занять место среди героев, на этот раз за пределами ринга. За его смелость и мужество, за его страсть и любовь к боксу президент WBC Хосе Сулейман и Всемирный боксёрский совет (WBC) награждают его медалью чемпиона WBC. Мы молимся за его выздоровление и выражаем поддержку и уважение его семье».
В конце мая 2014 года супруга боксёра, Баканай Абдусаламова, сообщила о том, что состояние её мужа продолжает улучшаться. В августе 2014 года она подала в суд на компанию К2 Promotions братьев Кличко за «задержку оказания медицинской помощи». В сентябре 2017 года штат Нью-Йорк выплатил компенсацию в размере $22 млн за врачебную ошибку семье боксёра.
В июне 2015 года Магомед Абдусаламов начал говорить с родными, но всё ещё была парализована правая часть тела.

## Результаты боёв
В таблице перечислены результаты всех поединков боксёров.
В каждой строке указан результат поединка. Дополнительно номер поединка обозначен цветом, который обозначает итог поединка. Расшифровка обозначений и цветов представлена в нижеследующей таблице.
| Пример | Расшифровка                     |
| ------ | ------------------------------- |
|        | Победа                          |
|        | Ничья                           |
|        | Поражение                       |
|        | Планируемый поединок            |
|        | Поединок признан несостоявшимся |
| КО     | Нокаут                          |
| ТКО    | Технический нокаут              |
| PTS    | Решение судей (по очкам)        |
| UD     | Единогласное решение судей      |
| MD     | Решение большинства судей       |
| SD     | Раздельное решение судей        |
| RTD    | Отказ от продолжения боя        |
| DQ     | Дисквалификация                 |
| NC     | Поединок признан несостоявшимся |

| Бой | Дата боя        | Соперник                   | Место проведения боя                                          | Раунд, время   | Дополнительно                                                                                         |
| --- | --------------- | -------------------------- | ------------------------------------------------------------- | -------------- | --- |
| 19  | 2 ноября 2013   | Майк Перес                 | Мэдисон Сквер Гарден, Нью-Йорк, США                           | UD (10)        | 92-97, 94-95, 92-97. Потерял титул WBC США (USNBC) Silver. Абдусаламов получил рассечение в 7 раунде. |
| 18  | 27 апреля 2013  | Себастьян Игнасио Себальос | «Club Atlético Vélez Sarsfield», Буэнос-Айрес, Аргентина      | TKO1 (10) 1:01 | Защитил титул WBC США (USNBC) Silver.                                                                 |
| 17  | 8 марта 2013    | Виктор Бисбаль             | «Resorts Hotel & Casino», Атлантик-Сити, Нью-Джерси, США      | TKO5 (10) 1:12 | Защитил титул WBC США (USNBC) Silver.                                                                 |
| 16  | 8 сентября 2012 | Джамиль Макклайн           | «Олимпийский (спортивный комплекс)», Москва, Россия           | TKO2 (10) 1:57 | Вакантный титул WBC США (USNBC). Абдусаламов побывал в нокдауне в 1-м раунде.                         |
| 15  | 6 июля 2012     | Морис Байарм               | «Hard Rock Hotel and Casino», Лас-Вегас, США                  | TKO2 (10) 0:36 | Титул WBC США (USNBC) Silver.                                                                         |
| 14  | 7 марта 2012    | Джейсон Петтауэй           | «Медисон-сквер-гарден», Нью-Йорк, США                         | TKO4 (10) 1:20 | |
| 13  | 3 февраля 2012  | Педро Родригес             | «Texas Station Casino», Лас-Вегас, США                        | TKO2 (4) 1:04  | |
| 12  | 20 ноября 2011  | Рич Пауэр                  | «Texas Station Casino», Лас-Вегас, США                        | TKO3 (8) 2:21  | |
| 11  | 28 октября 2011 | Масатака Такехара          | «Sherwood Inn», Салинас (Калифорния), США                     | KO1 (6) 2:38   | |
| 10  | 1 октября 2011  | Кевин Барнет               | «Boardwalk Hall», Нью-Джерси, США                             | ТKO1 (6) 1:18  | |
| 9   | 7 декабря 2010  | Джерри Батлер              | «Seminole Hard Rock Hotel and Casino», Голливуд, Флорида, США | ТKO2 (6) 2:39  | |
| 8   | 22 октября 2010 | Кеон Грэхам                | «Miccosukee Indian Gaming Resort», Майами, Флорида, США       | KO1 (4) 1:30   | |
| 7   | 6 февраля 2010  | Рэймонд Очинг              | «Аквариум отель», Москва, Россия                              | ТKO1 (6) 1:35  | |
| 6   | 31 октября 2009 | Райан Шэй                  | «War Memorial Arena», Пенсильвания, США                       | TKO1 (4) 2:06  | |
| 5   | 2 июля 2009     | Шерзод Мамаджанов          | «Дворец Спорта в Крылатском», Москва, Россия                  | KO1 (6) 1:40   | |
| 4   | 27 марта 2009   | Ларри Уайт                 | «A La Carte Event Pavilion», Тампа, Флорида, США              | TKO1 (4) 1:56  | |
| 3   | 27 февраля 2009 | Морис Уинслоу              | «Seminole Hard Rock Hotel and Casino», Голливуд, Флорида, США | TKO1 (4) 1:13  | |
| 2   | 21 ноября 2008  | Бернард Муакасанга         | «Ледовый дворец (Санкт-Петербург)», Санкт-Петербург, Россия   | TKO1 (4) 1:25  | |
| 1   | 6 сентября 2008 | Эпифани Пипи               | «Красная площадь», Москва, Россия                             | KO1 (4) 2:10   | |